# Lenny Kravitz
Leonard Albert „Lenny” Kravitz (New York, 1964. május 26. –) négyszeres Grammy-díjas amerikai énekes-dalszerző, multiinstrumentalista, zenei producer, színész és rendező.
Zenei stílusa, a rock, blues, soul, R&B, funk, jazz, reggae, hard rock, pszichedelikus, pop, folk elemeire épül. Dalaiban az éneklés mellett, gitározik valamint több hangszeren (basszusgitár, dob, billentyűs, ütős és fúvós hangszerek) is játszik. Felvételeit maga készíti stúdiójában.
Négy egymást követő évben nyerte meg a Grammy-díjat, legjobb férfi rockelőadóként, mellyel a legtöbb győzelemmel rendelkezik ebben a kategóriában. Szintén csúcstartó a legtöbb egymást követő győzelmek tekintetében a férfiaknál.
Több más díjra is jelölték, köztük American Music Awards, MTV Video Music Awards, Radio Music Awards, Brit Awards és a Blockbuster Entertainment Awards díjait is magáénak tudhatja. Ő játszotta Cinna szerepét az Éhezők viadala című filmsorozatban.

## Élete
Leonard Albert Kravitz néven született Manhattanben, New York-ban 1964. május 26-án. Sy Kravitz producer és Roxie Roker színésznő gyermeke. Apja, orosz zsidó családból származik, míg édesanyja afrobahamai keresztény. Nevét nagybátyjától, Leonard M. Kravitz-tól örökölte, aki 20 évesen elesett a koreai háborúban. Kravitz az Upper East Side-on nőtt fel és a PS 6 általános iskola tanulója volt.
Édesanyja konyhai felszereléseivel kezdett el dobolni, majd 5 évesen már zenész szeretett volna lenni. A családi környezetben hallgatott R&B, jazz, klasszikus, opera, gospel és blues nagy hatással volt rá.
Szülei támogatták érdeklődési vonalát és számos koncertre, színházi előadásra vitték magukkal, valamint dobot és gitárt is biztosítottak fiuk álmainak megvalósításához. Apja baráti körével (Duke Ellington, Sarah Vaughan, Count Basie, Ella Fitzgerald, Bobby Short, Miles Davis) is sűrűn találkozott. Ellington még a születésnapján is játszott.
1974-ben költöztek Los Angelesbe és csatlakozott a kaliforniai fiúkórushoz. A Rolling Stones, Led Zeppelin, Grateful Dead, Aerosmith, Black Sabbath, Creedence Clearwater Revival, KISS, Pink Floyd és a The Who zenéje és a rock 'n' roll ekkoriban vonzotta magához. A Beverly Hills-i főiskola hallgatójaként Nicolas Cage és Slash is osztálytársa volt.

## Karrierje
Kravitz 1985-ben találkozott a hangmérnök-billentyűs-basszusgitáros Henry Hirsch-sel, akivel első demóját készítette el Hirsch hobokeni stúdiójában. Másfél év múlva elkezdett dolgozni debütáló albumán, melynek előkészületei szintén Hirsch stúdiójában zajlottak.
Akkoriban ismerkedett meg a szaxofonos Karl Denson-nal, akinek eljátszotta a "Let Love Rule" című dalt. Kravitz annyira lenyűgözte játékával, hogy Denson több számban is részt vett az albumon, sőt öt éven keresztül a turnéira is magával vitte a szárnyait bontogató Lennyt.

### 1989–1998
1989 januárjában a Virgin Records-szal kötött szerződést, akik ragaszkodtak ahhoz, hogy vesse el a korábban használt Romeo Blue becenevét és, így szeptember 6-án Lenny Kravitz névvel megjelent Let Love Rule című debütáló albuma.
Az album a rock és funk határait súrolta, és igazi 1960-as évekbeli hangulatot árasztott, amely a zenekritikusok számára komoly fejtörést okozott. Az Egyesült Államokban visszafogottan fogadták az albumot, viszont Európában nagy siker lett. A címadó dal Let Love Rule videóklipjét felesége Lisa Bonet rendezte.
A lemez pozitív fogadtatása után több híres zenész is (Tom Petty, Bob Dylan és David Bowie) invitálta turnéira, így mivel a lemez felvételein szinte minden hangszeren csak Lenny játszott, össze kellett hozni egy zenekart.
Első együttesében gyerekkori barátja, Zoro a dobok mögött, Adam Widoff gitáron, LeBron Scott basszusgitáron, Kenneth Crouch billentyűs hangszereken és Karl Denson szaxofonon kísérte.
1990-ben Kravitz, Madonnának írt Justify My Love című dala nagy botrányt kavart, de miután az MTV betiltotta a videót, több mint 500.000 példányban kelt el. 1991-ben a francia énekes-, színésznő, Vanessa Paradis részére írt és készített egy albumot, melyen a legtöbb hangszeren saját maga játszott.
Saját karrierjét, a megjelentetett második lemezével, a Mama Said-del folytatta. Az albumról később több dal is (It Ain't Over 'til It's Over, Always On The Run, melyen Slash gitáron szerepelt, a Stand by My Woman és a What Goes Around Comes Around) bekerült a top 40-be.
1993-ban az Aerosmith számára írt egy dalt, "Line Up" címmel, amely az Ace Ventura: Állati nyomozó című vígjáték egyik betétdala is volt. David Bowie-val is dolgozott, a The Buddha of Suburbia dalban gitározott.
Harmadik nagylemeze az Are You Gonna Go My Way hozta el számára az igazi áttörést. A Billboard 200-as listáján a 12. helyen debütált és Angliában a Brit Awards legjobb nemzetközi férfi előadója lett 1994-ben. A címadó dal elnyerte az MTV Video Music Awards legjobb férfi videójáért járó díját.
1995-ben jelent meg negyedik stúdióalbuma, a Circus, amely a Billboard lista tizedik helyéig tornázta fel magát. Az albumon azonban csak két sláger dal található, a Rock and Roll Is Dead és a Can't Get You Off My Mind.
5. Egyszerű címmel, 1998-ban Kravitz digitális technológia segítségével készítette el ötödik lemezét, melyen a "Fly Away" című dal a Billboard lista 12. helyéig tornázta fel magát és több autógyártó cég, ill. légitársaságok reklámjaiban is kiemelt szerepet kapott. A lemez a 28. helyet érte el a Billboard 200-on és több mint 2 millió példányban kelt el az Egyesült Államokban. Az albumon többek között szerepel még az "I Belong to You", a "Black Velveteen" és a "If You Can't Say No" című dal is.

### 2000–2014

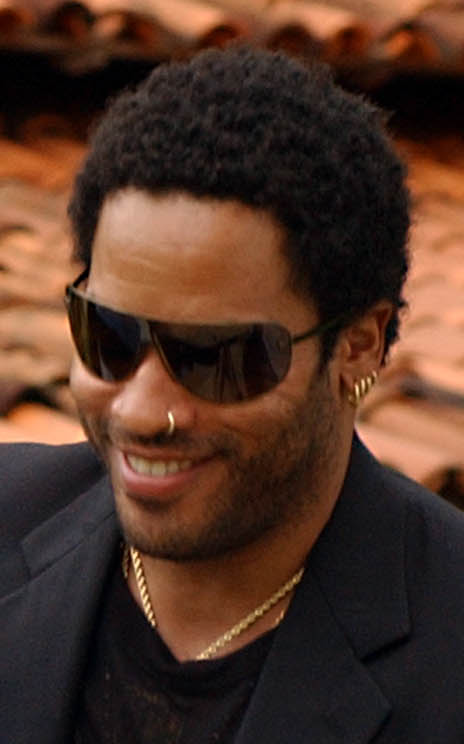
Lenny 2005-ben Brazíliában

Az új évezredet egy Greatest Hits albummal kezdte, ami a mai napig is a legsikeresebb lemezének nevezhető, hiszen a második helyen landolt a Billboard 200-on, és közel 11 millió példányban kelt el világszerte, amellyel az évtized egyik kereskedelmileg legsikeresebb albuma lett. Az "Again"-nel a legjobb férfi rockvokál kategóriában Grammy-díjat szerzett.
2001. októberében adta ki hatodik lemezét, Lenny címmel. Az albumot Miamiban vette fel. Első kislemezével, a "Dig In"-nel, Lenny negyedik Grammy-díját nyerte 2002-ben. A "Stillness of Heart", "Believe in Me", és az "If I Could Fall In Love" dalai szintén előkelő helyen végeztek a nemzetközi listákon.
Baptism címmel 2004-ben jelent meg hetedik albuma, melyről több dalról is készült kislemez. A "Where Are We Runnin'?", a "California", a "Storm" (Jay-Z-vel) és a "Lady" több országban is sikeres volt, míg a "Calling All Angels" Brazíliában aratott hatalmas sikert. Az album végül az Egyesült Államokban aranylemez lett.
2008. február 5-én, nyolcadik korongja is elkészült. Az It Is Time for a Love Revolution albumról igazán nagy eredményt az "I'll Be Waiting" című dal ért el. A lemez kiadását követően Kravitz súlyos hörghuruttal került kórházba, így lemezbemutató turnéjáról pár helyszínt törölnie kellett. 

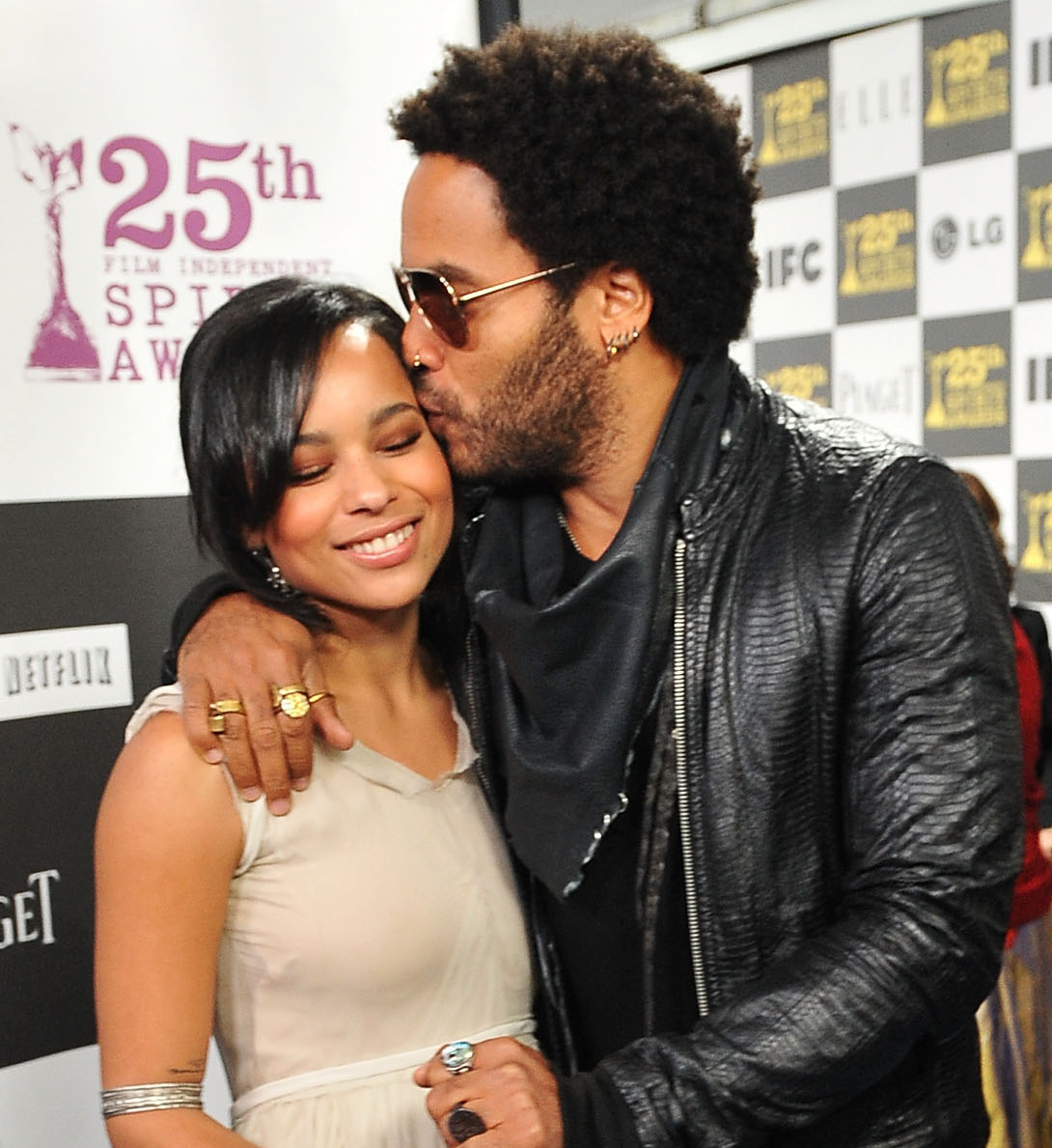
Lenny lányával, Zoëval.

A Black and White America lemezében inkább a funkelemek dominálnak. A "Come on Get It" és a "Stand" című dalok kisebb-nagyobb sikereket értek el. 2014. szeptember 23-án jelent meg a Strut című albuma. A lemezről a "The Chamber", a "Sex", a "New York City" és "The Plesaure And The Pain" dalokat adta ki kislemezen.

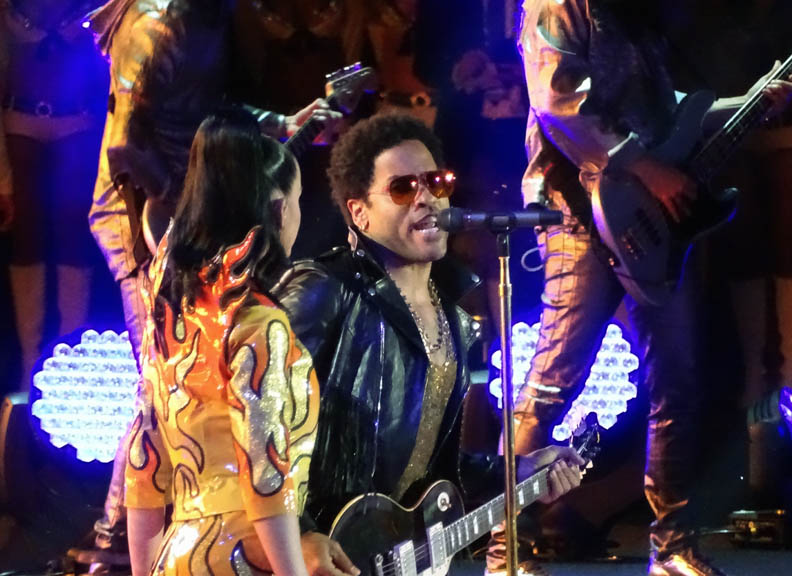
Katy Perryvel a 2015-ös Super Bowl félidejében.

### Színészet
Lenny Kravitz Katniss Everdeen kreatív stílustanácsadójaként (Cinna) szerepelt Az éhezők viadala első, valamint második epizódjában, Az éhezők viadala: Futótűz című filmben.

### Magánélete
Kravitz szülei 1985-ben elváltak, ami eléggé megviselte, így a zenébe menekült. Ekkor találkozott Lisa Bonet-vel, akivel 1987. november 16-án házasodtak össze. 1988. december 1-én született meg lányuk Zoë Kravitz. Házasságukat 1993-ban bontották fel. Lenny a válás után állítólag Vanessa Paradis-val volt kapcsolatban 1997-ig, majd a híres brazil modellel Adriana Limával az eljegyzésük előtt szakítottak.

## Diszkográfia

### Albumok
- 1989 – Let Love Rule
- 1991 – Mama Said
- 1993 – Are You Gonna Go My Way
- 1995 – Circus
- 1998 – 5
- 2000 – Greatest Hits
- 2001 – Lenny
- 2004 – Baptism
- 2008 – It Is Time for a Love Revolution
- 2011 – Black and White America
- 2014 – Strut
- 2018 – Raise Vibration
- 2024 – Blue Electric Light

### Videográfia
| Dal                                                 | Év   | Rendező                        | Forrás |
| --------------------------------------------------- | ---- | ------------------------------ | ------ |
| "Let Love Rule" (1. változat)                       | 1988 | Lisa Bonet                     | [ 3 ]  |
| "Be"                                                | 1989 | Jean-Baptiste Mondino          | [ 3 ]  |
| "Let Love Rule" (2. változat)                       | 1989 | Jim Gable                      | [ 4 ]  |
| "I Build This Garden for Us"                        | 1990 | Geoff Barish                   | [ 3 ]  |
| "Mr. Cab Driver"                                    | 1990 | Geoff Barish                   | [ 3 ]  |
| "Always on the Run" (featuring Slash)               | 1991 | Jesse Dylan                    | [ 3 ]  |
| "It Ain't Over 'til It's Over"                      | 1991 | Jesse Dylan                    | [ 3 ]  |
| "Stand by My Woman"                                 | 1991 | Paul Boyd                      | [ 3 ]  |
| "Stop Draggin' Around" (live)                       | 1991 | Toru Uehara                    | [ 3 ]  |
| "More Than Anything In This World"                  | 1991 | Ismeretlen                     | [ 5 ]  |
| "Are You Gonna Go My Way"                           | 1993 | Mark Romanek                   | [ 6 ]  |
| "Believe"                                           | 1993 | Michel Gondry                  | [ 7 ]  |
| "Heaven Help" (1. változat)                         | 1993 | Per Gustafson                  | [ 8 ]  |
| "Heaven Help" (2. változat)                         | 1993 | Joel Schumacher                | [ 9 ]  |
| "Is There Any Love in Your Heart"                   | 1993 | Mark Romanek                   | [ 10 ] |
| "Spinning Around Over You"                          | 1994 | Doug Nichol                    | [ 11 ] |
| "Rock and Roll Is Dead"                             | 1995 | Ruven Afanador                 | [ 12 ] |
| "Circus" (1. változat)                              | 1995 | Ruven Afanador                 | [ 13 ] |
| "Circus" (2. változat)                              | 1996 | Martyn Atkins                  | [ 14 ] |
| "Can't Get You Off My Mind" (1. változat)           | 1996 | Matthew Rolston                | [ 15 ] |
| "Can't Get You Off My Mind" (2. változat)           | 1996 | Jim Gable                      | [ 16 ] |
| "If You Can't Say No"                               | 1998 | Mark Romanek                   | [ 17 ] |
| "Thinking of You"                                   | 1998 | Matthew Rolston                | [ 18 ] |
| "I Belong to You"                                   | 1998 | Mark Seliger, Fred Woodward    | [ 19 ] |
| "Fly Away"                                          | 1998 | Paul Hunter                    | [ 20 ] |
| "American Woman"                                    | 1999 | Paul Hunter                    | [ 21 ] |
| "Black Velveteen"                                   | 2000 | Samuel Bayer                   | [ 22 ] |
| "Again"                                             | 2000 | Paul Hunter                    | [ 23 ] |
| "Dig In"                                            | 2001 | Samuel Bayer                   | [ 24 ] |
| "Stillness of Heart"                                | 2002 | Mark Seliger                   | [ 25 ] |
| "Believe in Me"                                     | 2002 | Matthew Rolston                | [ 26 ] |
| "If I Could Fall in Love"                           | 2002 | Jonas Åkerlund                 | [ 27 ] |
| "Yesterday Is Gone (My Dear Kay)"                   | 2002 | ismeretlen                     | [ 28 ] |
| "Where Are We Runnin'?"                             | 2004 | Philip Andelman, Lenny Kravitz | [ 29 ] |
| "California"                                        | 2004 | Philip Andelman                | [ 30 ] |
| "Storm" (remix) (featuring Jay-Z)                   | 2004 | Sanaa Hamri                    | [ 31 ] |
| "Lady"                                              | 2004 | Philip Andelman                | [ 32 ] |
| "Calling All Angels"                                | 2004 | Philip Andelman, Lenny Kravitz | [ 33 ] |
| "I'll Be Waiting"                                   | 2008 | Philip Andelman                | [ 34 ] |
| "Love Love Love"                                    | 2008 | Philip Andelman                | [ 35 ] |
| "Dancin' Til Dawn"                                  | 2009 | Jean-Baptiste Mondino          | [ 36 ] |
| "Let Love Rule" (remix) (Lenny Kravitz vs. Justice) | 2009 | Keith Schofield                | [ 37 ] |
| "Come On Get It"                                    | 2011 | ismeretlen                     |        |
| "Stand"                                             | 2011 | Paul Hunter                    | [ 38 ] |
| "Push"                                              | 2011 | Mathieu Bitton                 | [ 39 ] |
| "Dream"                                             | 2011 | Mathieu Bitton                 | [ 40 ] |
| "The Chamber"                                       | 2014 | Anthony Mandler                | [ 41 ] |
| "New York City"                                     | 2014 | Francesco Carrozzini           | [ 42 ] |
| "Sex"                                               | 2015 | Dikayl Rimmasch                | [ 43 ] |
| "The Pleasure and the Pain"                         | 2015 | Dikayl Rimmasch                | [ 44 ] |
| "It's Enough"                                       | 2018 | Mikey Eaton                    | [ 45 ] |
| "Low"                                               | 2018 | Jean Baptiste Mondino          | [ 46 ] |
| "5 More Days til Summer"                            | 2019 | Noah Becker                    | [ 47 ] |
| "Here To Love"                                      | 2019 | Lenny Kravitz                  | [ 48 ] |
| "Ride"                                              | 2020 | Mark Seliger                   | [ 49 ] |

## Filmográfia
| - Év | Film                           | Szerep         | Megjegyzések, díjak |
| ---- | ------------------------------ | -------------- | ------------------- |
| 1998 | Rugrats mozi – Fecsegő tipegők | újszülött baba | hang                |
| 2001 | Being Mick                     | önmaga         | mellékszereplő      |
| 2001 | Zoolander                      | önmaga         | cameoszerep         |
| 2009 | Precious – A boldogság ára     | John           | mellékszereplő      |
| 2012 | Az éhezők viadala              | Cinna          |                     |
| 2013 | A komornyik                    | James Holloway |                     |
| 2013 | Az éhezők viadala: Futótűz     | Cinna          |                     |
| 2014 | Holy Ghost                     | önmaga         |                     |

## Turnék
- Let Love Rule TOUR 1986-1989
- Universal Love Tour
- Circus Tour
- The Freedom Tour
- Lenny Tour
- The Baptism Tour
- Electric Church Tour: One Night Only
- Get On The Bus Mini-Tour
- Love Revolution Tour
- LLR 20(09) Tour

## Díjak
- MTV Video Music Awards
  - 1993 – Best Male Video ("Are You Gonna Go My Way?")
- Brit Awards
  - 1994 – International male
- VH1/Vogue Fashion Awards
  - 1998 – Most Fashionable Artist, Male Award
- Grammy-díj
  - 1998 – Best Male Rock Vocal Performance ("Fly Away")
  - 1999 – Best Male Rock Vocal Performance ("American Woman")
  - 2000 – Best Male Rock Vocal Performance ("Again")
  - 2001 – Best Male Rock Vocal Performance ("Dig In")
- Radio Music Awards
  - 2001 – Artist of the Year/Pop Alternative Radio
- My VH1 Awards
  - 2001 – Favorite Male Artist
- Blockbuster Entertainment Awards
  - 2001 – Favorite Male Artist – Rock
- American Music Awards
  - 2002 – Favorite Pop/Rock Male Artist
- Microsoft Windows Media Innovation Awards
  - 2002 – Microsoft Windows Media Innovation Award[50]

## További információ
- Hivatalos oldal
- Lenny Kravitz a Facebookon
- Lenny Kravitz a PORT.hu-n (magyarul)
- Lenny Kravitz az Internetes Szinkronadatbázisban (magyarul)
- Lenny Kravitz az Internet Movie Database-ben (angolul)
- Lenny Kravitz a Rotten Tomatoeson (angolul)

## Fordítás
- Ez a szócikk részben vagy egészben  a   Lenny Kravitz című angol Wikipédia-szócikk fordításán alapul.  Az eredeti cikk szerkesztőit annak laptörténete sorolja fel. Ez a jelzés csupán a megfogalmazás eredetét és a szerzői jogokat jelzi, nem szolgál a cikkben szereplő információk forrásmegjelöléseként.